# Mijaíl Plisetski
Mijaíl Emmanuilovich (Mendelevich) Plisetski (en ruso: Михаил Эммануилович (Менделевич) Плисецкий; 1899 - 1938) fue un diplomático soviético.

## Biografía
Nació en Gómel, en la familia judía lituana de Mendel Plisetski (1869–30 de junio de 1930) y su esposa Sima (de soltera Markovskaya; 1868–1939).
En 1918, Plisetski estaba en el ejército y participó en la Guerra civil rusa. Se unió al Partido Comunista al año siguiente. Después de la guerra civil, Plisetski estudió en el Instituto Económico y trabajó en las Comisarías de Relaciones Exteriores y Comercio Exterior.
En 1932-1936, dirigió las minas de carbón soviéticas en Barentsburg en la isla noruega de Spitsbergen, donde administró las concesiones de carbón (fideicomiso "Arctic-carbon"). También se desempeñó como Cónsul General de la URSS en la isla.
Durante la Gran Purga fue arrestado el 30 de abril de 1937, acusado de espionaje y ejecutado el 8 de enero de 1938. Como millones de presos políticos rusos y víctimas de represiones políticas, Plisetski fue rehabilitado por las autoridades soviéticas el 3 de marzo de 1956. 
Según su hija Maya, el arresto fue provocado por el encuentro de Plisetski en 1934 con su hermano mayor Lester Plesent, que vivía en Estados Unidos desde 1912. Otras fuentes sugieren que su arresto puede haber estado relacionado con la contratación de Richard Pikel, el exsecretario de Grigori Zinóviev, quienes también fueron acusados y ejecutados.

## Familia
Mijaíll Plisetski estaba casado con la actriz de cine mudo rusa Rachel Messerer. Tuvieron tres hijos: Maya Plisétskaya (1925-2015), la famosa bailarina; Aleksandr Plisetski (1931-1985), un conocido maestro de ballet; y Azari Plisetski (n. 1937), maestro de ballet y coreógrafo.
Mijaíll tenía dos hermanos: Israel Plisetski (después de mudarse a EE. UU. en 1912 se llamó Lester Plesent) y Vladimir Plesent, alumno del Instituto de Cinematografía de Moscú. Vladimir sirvió en las Fuerzas Aéreas especiales durante la Segunda Guerra Mundial y murió en acción. Mijaíll también tenía dos hermanas: Elizabeth (nombre de casada Ezerskaya) y María (nombre de casada Levitskaya).